# کوه برو
کوه برو (به صربی: Goč) یک کوه در صربستان است که در Central Serbia واقع شده‌است. کوه برو ۱٬۲۱۶ متر بالاتر از سطح دریا واقع شده‌است.